# Adam Kubert
Adam Kubert (Boonton, 6 ottobre 1959) è un fumettista statunitense, figlio di Joe Kubert e fratello di Andy Kubert.
Sin da ragazzino si interessò alla carriera di disegnatore, disegnò il suo primo fumetto a 13 anni. Si diplomò al Joe Kubert School of Cartoon and Graphic Art e perfezionò la sua tecnica all'Institute of Technology of Rochester.
L'inizio della sua carriera è alla DC Comics, dove disegna numerose serie, tra cui Sgt Rock (il suo primo vero lavoro), Star Trek, Warlord e una miniserie in coppia con il fratello dedicata ad Adam Strange. Nel 1992 segue il fratello Andy ed entra alla Marvel Comics dove lavora su Hulk e in particolare a varie serie degli X-Men tra cui Uncanny X-Men; quando la Marvel crea l'universo Ultimate, Kubert passa prima a Ultimate X-Men ed in seguito a Ultimate Fantastic Four. 
Con una mossa a sorpresa nel giugno del 2005, insieme al fratello, Kubert è passato alla DC Comics, per la quale disegna Superman su Action Comics.